# 자동차 전용도로
자동차 전용도로(自動車專用道路)는 오로지 자동차만 통행할 수 있는 도로를 말한다. 대한민국의 자동차 전용도로는 특별시·광역시·특별자치시·시 또는 군 내 주요지역간이나 시·군 상호 간에 발생하는 대량교통량을 처리하기 위한 목적으로 건설된다. 이러한 도로는 일반 도로와는 다르게 자동차만 다닐 수 있는 도로만이 설치되어 있는 데 비해 인도(人道)와 횡단보도의 시설은 전혀 설치되어 있지 않으며, 자동차 이외의 통행 또한 금지되어 있는 것이 특징이다. 때문에 차로수와 중앙분리대 설치의 동일한 외부 조건을 갖춘 일반 도로에 비해 고속으로 왕래가 가능하며, 전체적으로 일반 도로에 비해 통행이 원활하게 수행될 수 있는 이점을 가지고 있다. 자동차 전용도로의 대표적인 예로는 고속도로가 있다.

## 통행 조건
자동차 전용도로의 통행 이용 조건은 각 국가마다 다소 차이가 있으며, 일반적으로 보행자, 자전거, 최고속도 등이 30 km/h 미만 또는 50 km/h 미만인 차량(농기계 등)과 총배기량이 50cc 이하 또는 미만(유럽 기준)인 차량에 대하여 통행을 금지하고 있다. 각 국가별의 통행 조건은 아래와 같다.

### 대한민국

대한민국의 자동차 전용도로 표지 도안

《대한민국 도로법》 제62조 부분에 자동차를 사용하는 방법 이외의 방법으로 통행하거나 출입하지 못한다는 내용이 수록되어 있다. 국토교통부에서는 이러한 대상으로 사람, 자전거, 농기계(경운기, 트랙터) 등을 언급하고 있다. 이륜자동차의 경우 긴급자동차로 지정된 이륜자동차에 한해 통행이 가능하며, 그 외의 이륜자동차는 배기량에 관계없이 통행이 금지되어 있다. 이는 《대한민국 도로교통법》 제63조 부분에 '자동차(이륜자동차는 긴급자동차에 한한다) 외의 차마의 운전자 또는 보행자는 고속도로 등을 통행하거나 횡단하여서는 아니된다.'는 내용이 수록되어 있기 때문이며, 1991년 12월 14일에 개정된 도로교통법이 시행되기 이전에는 긴급자동차로 지정된 이륜자동차에 한해서만 통행이 가능하다는 단서조항이 없었기 때문에 일정 배기량 이상의 이륜자동차도 통행이 가능했다.
또 자동차 전용도로의 입구에는 자동차전용도로 표지판이 설치가 되어 있지만 대한민국의 교통표지판의 도안이 제각각인 점을 보면 다른 도안을 가진 자동차 전용도로 표지도 있다. 이륜자동차는 긴급자동차로 지정된 이륜자동차에 한해 1000cc미만 통행이 가능하며, 그 외의 이륜자동차는 배기량에 관계없이 통행이 금지되어 있는 통행 제한 제도의 특성상 대한민국의 자동차 전용도로 입구에는 이륜자동차 통행금지 표지판도 같이 설치되어 있다.

### 일본
일본의 도로법에서 언급하는 자동차를 사용하는 방법 이외의 방법으로 자동차 전용도로를 통행하거나 출입하지 못하는 대상은 보행자와 자전거를 제외하면 경차, 소형자동이륜차(125cc 이하의 이륜차), 미니카, 도로교통법 등의 원동기부자전거는 통행할 수 없다.
일본의 도로법에서 자동차는 도로운송차량법에서 말하는 자동차이기 때문에 소형자동이륜차(125cc 이하 이륜차)와 미니카는 도로법에서 원동기부자전거로 취급이 되어 자동차 전용도로의 통행이 금지되고 있다. 이러한 이유 때문에 대한민국 자동차 전용도로의 입구와는 달리 일본 자동차 전용도로의 입구에는 이륜자동차 통행금지 표지판과 같이 "125cc 이하"라고 표기가 되어있는 보조표지판이 같이 설치되어 있거나 통행금지대상 표지판에 125cc 이하가 표기되어 있다. 통행금지대상 표지판 내용은 아래와 같다.
| 일본어 | 한국어                                                                                                |
| --- | --- |
| はいっちゃだめ DO NOT ENTER 1. ほこうしゃ PEDESTRIAN 2. じてんしゃ BICYCLE 3.原付・125cc以下 MOTORBIKE UNDER125cc | 출입금지 DO NOT ENTER 1. 보행자 PEDESTRIAN 2. 자전거 BICYCLE 3. 원부·125cc 이하 MOTORBIKE UNDER 125cc |